# Asray
Asray ist ein Wadi in der eritreischen Region (Zoba) Semienawi Kayih Bahri.

## Verlauf
Der Fluss verläuft in der Wüstenregion im Norden von Eritrea. Er speist den Mandalum-See und die Salzmarsch Khasmet. Die Umgebung ist weitgehend Wüste. Die Hauptstadt Asmara ist ca. 270 km entfernt.